# 越南天主教教区列表

Catholic dioceses in Vietnam

以下是罗马天主教在越南设立的总教区和教区。

## 河内教省
- 天主教河内总教区（1659年）
  - 天主教北宁教区（1883年）
  - 天主教裴洲教区（1848年）
  - 天主教海防教区（1678年）
  - 天主教兴化教区（1895年）
  - 天主教谅山暨高平教区（1913年）
  - 天主教發艷教區（1901年）
  - 天主教太平教区（1936年）
  - 天主教清化教区（1932年）
  - 天主教榮教區（1846年）
  - 天主教河靜教區（2018年）

## 胡志明市教省
- 天主教胡志明市总教区（1844年）
  - 天主教巴地教区（2005年）
  - 天主教大叻教区（1960年）
  - 天主教芹苴教区（1955年）
  - 天主教龙川教区（1960年）
  - 天主教美湫教区（1960年）
  - 天主教潘切教区（1975年）
  - 天主教富强教区（1965年）
  - 天主教永隆教区（1938年）
  - 天主教春禄教区（1965年）

## 顺化教省
- 天主教顺化总教区（1850年）
  - 天主教邦美蜀教区（1967年）
  - 天主教岘港教区（1963年）
  - 天主教崑嵩教区（1932年）
  - 天主教芽庄教区（1957年）
  - 天主教歸仁教區（1844年）

## 外部連結
- Catholic-Hierarchy entry （页面存档备份，存于）.
- GCatholic.org （页面存档备份，存于）.